# Tessenjutsu

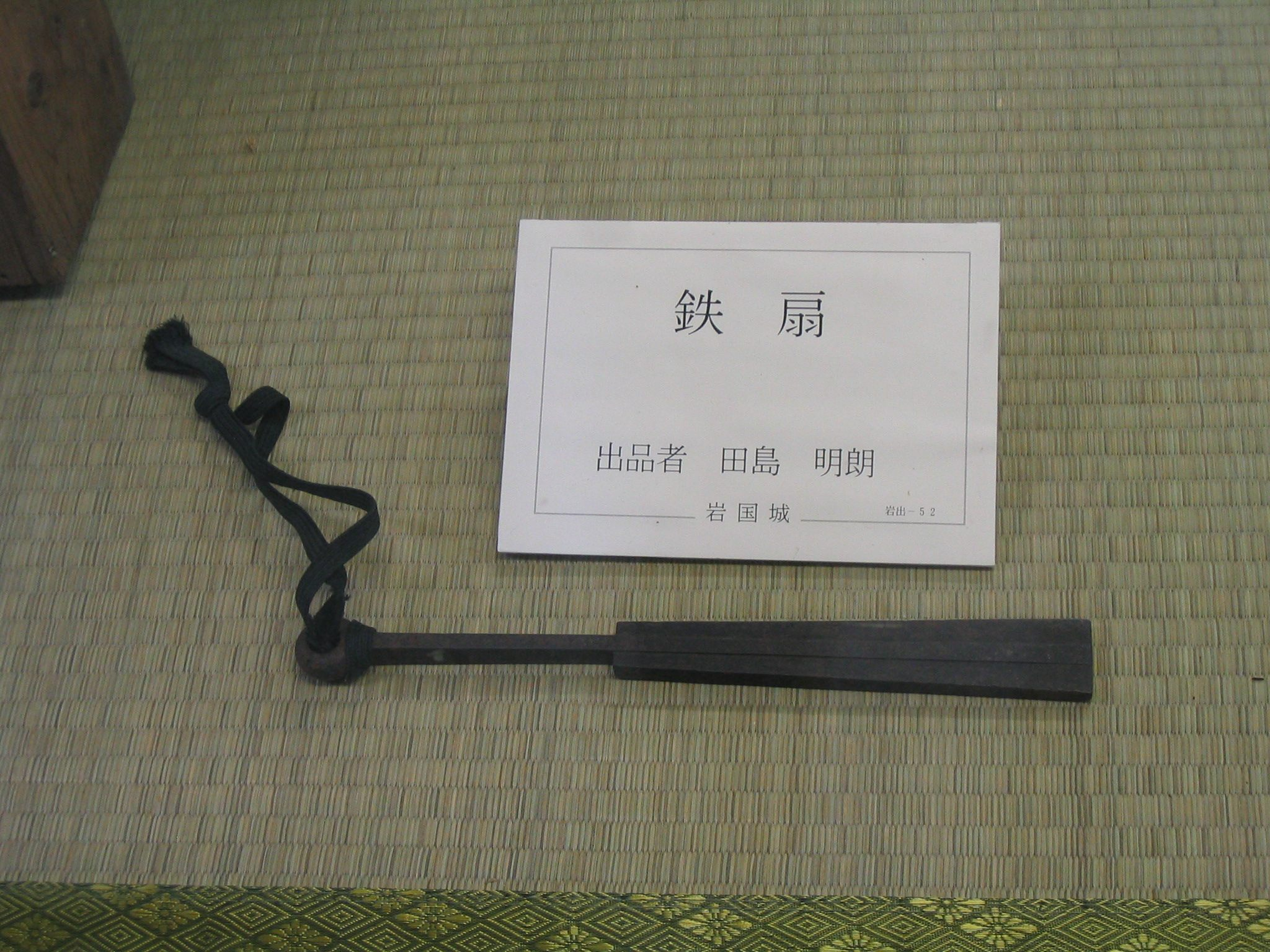
Un tessen (abanico de guerra) en el Castillo Iwakuni, Japón.

Tessenjutsu (鉄扇術?) es el arte marcial del tessen, o abanico de guerra. Está basado en el uso de un abanico plegable de hierro, el cual normalmente tiene 8 o 10 costillas. No es un arma muy conocida en occidente, pero su manejo en manos expertas es capaz de proveer una eficaz defensa que muy pocas armas proporcionan, así como matar a un rival en el combate cercano.

## Primeras menciones
El uso del abanico de guerra en el combate es mencionado por primera vez en leyendas japonesas. Por ejemplo, Yoshitsune, héroe japonés de leyenda, se dice que derrotó a un oponente llamado Benkei parando los golpes de lanza de su oponente con un abanico de hierro. Este uso del abanico de hierro le había sido enseñado por una criatura mitológica, un tengu, quien también le había instruido en el arte de la esgrima.

## Manejo deltessen
Los practicantes del tessenjutsu pueden llegar a adquirir un alto nivel de habilidad. De hecho, algunos llegaron a ser tan hábiles que fueron capaces de defenderse eficazmente contra atacantes que blandían una espada, e incluso matar a su oponente con un solo golpe. Al igual que muchas otras artes de combate japonesas durante esta época, el tessenjutsu alcanzó un alto nivel de sofisticación. Por ejemplo, un espadachín famoso a finales del siglo XVI, Ganryu, fue capaz de derrotar a varios enemigos con un abanico de hierro.
Aparte de su uso en duelos contra enemigos armados con espadas y lanzas, el portador experto también era capaz de utilizarlo para cubrirse y defenderse de cuchillos y dardos envenenados que le lanzaban.
El tessenjutsu todavía es practicado en Japón por algunos expertos a día de hoy.